# Бомбардировочная авиация
Бомбардировочная авиация (БА, ФБА) — род Фронтовой авиации, предназначенный для поражения группировки войск противника, его наземных и морских объектов в оперативной глубине обороны противника бомбами и ракетами, в том числе с применением ядерного оружия. ФБА также привлекается для ведения воздушной разведки.

## Виды бомбардировочной авиации
В зависимости от характера выполняемых задач и тактико-техническим данным самолётов Бомбардировочная авиация подразделяется на:
- фронтовую (тактическую) авиацию;
- дальнюю (стратегическую) авиацию;

## Место фронтовой бомбардировочной авиации в Вооруженных силах государств
Бомбардировочная авиация организационно входит в состав ряда видов Вооруженных Сил и соответственно является:
- в ВВС СССР — родом Фронтовой авиации (фронтовая БА, ФБА),
- в ВВС (ВКС) России — родом Фронтовой авиации (фронтовая БА, ФБА),
- в ВВС ВМФ России — родом авиации ВМФ (морская БА),
- в ВВС стран НАТО и других государств — входит в Тактическую авиацию.

## Задачи бомбардировочной авиации
Фронтовая бомбардировочная авиация предназначена для совместных действий с сухопутными войсками, а на приморский направлениях и с флотом. Ударами с воздуха БА во взаимодействии с другими родами авиации поддерживает войска в бою и операции, высадку и действия морских и воздушных десантов, уничтожает ракетно-ядерные средства, авиацию на аэродромах и резервы противника, участвует в уничтожении морских и воздушных десантов, срывает манёвр силами и средствами противника и ведёт борьбу с перевозками, дезорганизует тыл и управление войсками противника.
Дальняя бомбардировочная авиация (дальняя авиация), являющаяся средством главного командования, предназначена для самостоятельных действий по объектам, расположенным, как правило, в глубоком тылу противника. При необходимости она может привлекаться и для совместных действий с сухопутными войсками и флотом. Дальняя бомбардировочная авиация составляет главную ударную силу ВВС при проведении ими воздушных операций.

## История формирования бомбардировочной авиации
Бомбардировочная авиация как род боевой авиации сформировалась в ходе Первой мировой войны. Во всех армиях стран, участвовавших в войне, были созданы авиационные части и соединения БА, вооружённые специальными самолётами-бомбардировщиками.
Удельный вес БА в Первой мировой войне составлял около 15 % самолётного парка ВВС воюющих государств, а общая масса сброшенных за войну бомб — около 50000 тонн. К началу Второй мировой войны удельный вес БА в составе ВВС основных государств (Германия, Англия, Франция) достигал 40—50 %. В ВВС Красной Армии он составлял 43 %.
В годы Второй мировой войны численность БА значительно возросла, особенно в странах антигитлеровской коалиции, повысились и боевые качества бомбардировщиков (скорость, высота и дальность полёта, бомбовая нагрузка). Из общего количества бомб массой около 5000000 тонн, сброшенных в этой войне авиацией всех воевавших государств, свыше 90 % было сброшено БА.
Бомбардировочная авиация ВВС РККА (ВВС СССР) прошла в своём развитии ряд этапов. В годы Гражданской войны в составе Красного Военно-Воздушного Флота задачи БА выполняли авиационные отряды, вооружённые устаревшими типами лёгких самолётов и одна эскадра воздушных кораблей «Илья Муромец». К началу 30-х гг. XX века в составе ВВС РККА имелась уже достаточно многочисленная бомбардировочная авиация, организованная в отряды, эскадрильи и бригады, которая подразделялась на:
- лёгкую БА (ЛБА), вооружённую самолётами Р-5,
- тяжёлую (ТБА), вооружённую тяжелыми бомбардировщиками ТБ-1 и ТБ-3.

К концу 30-х гг. XX века БА была оснащена самолётами новых типов, в основном СБ, ДБ-Зф (Ил-4), перешла на новую организационную структуру (авиационные эскадрильи, полки и дивизии, а в ТБА, кроме того, и авиационные корпуса) и стала подразделяться на:
- ближнюю БА (ББА)
- дальнюю БА (ДБА).

В 1940 году на вооружение ББА поступил самолёт Пе-2, а в ДБА — Пе-8. В ходе Великой Отечественной войны части ББА, вооружённые наиболее совершенными типами бомбардировщиков (Пе-2 и др., а с 1943 — Ту-2), действовали днём. Части и соединения ББА, вооружённые менее современными самолётами, действовавшие ночью, были выделены в:
- ночную БА (НБА)
- ночную легкобомбардировочную авиацию (НЛБА).

В 1942 году в ББА, наряду с существовавшими авиационными дивизиями, стали формироваться и бомбардировочные авиационные корпуса резерва ВГК. ДБА в 1942 была реорганизована в авиацию дальнего действия (АДД), а позднее в 18-ю воздушную армию.
В годы Великой Отечественной войны главной задачей БА являлась поддержка сухопутных войск в наступательных и оборонительных операциях. При этом основные её усилия (до 45 % всех самолёто-вылетов) были направлены на удары по войскам противника, расположенным в тактической глубине. БА принимала активное участие в борьбе за господство в воздухе, уничтожая и подавляя авиацию противника ударами бомбардировщиков по аэродромам. Одной из важных задач БА являлась борьба с оперативными перевозками и резервами противника, хотя для этого по ряду причин выделялись ограниченные силы. Соединения АДД, кроме того, наносили удары по административно-политическим центрам, военно-промышленным объектам, военно-морским базам и другим объектам в глубоком тылу.
За проявленный героизм и мужество в боях подавляющее большинство авиационных частей и соединений БА было удостоено звания гвардейских, награждено орденами, им присвоены почётные наименования. Сотням лётчиков и штурманов БА было присвоено звание Героя Советского Союза, а 10 человек удостоены этого звания дважды.
| Ил-28 | Як-28 | Canberra TT18 |

В 50—70-е годы XX века БА большинства стран продолжала совершенствоваться. Переход на реактивные самолёты, оснащённые радиоэлектронным оборудованием, более эффективным вооружением (в том числе бомбами и ракетами с ядерными зарядами), резко увеличил её боевые возможности. Бомбардировщики (ракетоносцы) способны действовать в различных условиях погоды и времени суток, в большом диапазоне высот — от предельно малых до стратосферных, на дозвуковых и сверхзвуковых скоростях полёта. Автономность действий и высокая мобильность позволяют бомбардировщикам (ракетоносцам) уничтожать ракетно-ядерные средства в позиционных районах, надводные корабли и др. подвижные, меняющие своё местоположение цели, быстро переносить свои усилия на различные направления и участки боевых действий войск (флота) без изменения района своего базирования. Возможность перенацеливания бомбардировщиков в воздухе, способность вести самостоятельный поиск целей и уничтожать их немедленно после обнаружения обеспечивают оптимальное целераспределение в сложной боевой обстановке.

## Основные самолеты бомбардировочной авиации в послевоенные годы
- Советские (российские) Як-28, Ил-28, Су-24, Су-34;
- Американский F-111;
- Британский «Канберра»;
- Итальянский, Британский, Германский Panavia Tornado;
- Китайский Xian JH-7

| Су-24 | General Dynamics F-111 | Panavia Tornado | Xian JH-7 |
| ----- | ---------------------- | --------------- | --------- |
|       |                        |                 |           |

## Бомбардировочные авиационные корпуса Фронтовой авиации
- 1-й бомбардировочный авиационный корпус[3].
- 2-й бомбардировочный авиационный корпус[4]
- 3-й бомбардировочный Бобруйско-Берлинский ордена Суворова авиационный корпус[4]
- 4-й бомбардировочный Львовский Краснознаменный ордена Суворова авиационный корпус (переформирован из 7-го смешанного авиационного корпуса)
- 5-й бомбардировочный Люблинский Краснознаменный авиационный корпус (переформирован из 6-го смешанного авиационного корпуса)
- 6-й Донбасский бомбардировочный авиационный корпус (сформирован на базе 6-го авиационного корпуса дальнего действия)
- 7-й Хинганский бомбардировочный авиационный корпус
- 11-й Орловский бомбардировочный авиационный корпус (переформирован из 5-го Орловского авиационного корпуса дальнего действия[5]
- 19-й бомбардировочный авиационный корпус сформирован на базе управления 8-го Смоленского авиационного корпуса дальнего действия, после окончания войны с Японией был реорганизован и опять получил наименование 8-й Смоленский авиационный корпус дальнего действия)

## Список бомбардировочных авиационных дивизий ВВС РККА в Великой Отечественной войне
| - 1-я гвардейская бомбардировочная авиационная дивизия - 2-я гвардейская ночная бомбардировочная авиационная дивизия - 2-я гвардейская бомбардировочная авиационная дивизия - 3-я гвардейская бомбардировочная авиационная дивизия - 4-я гвардейская бомбардировочная авиационная дивизия - 5-я гвардейская бомбардировочная авиационная дивизия - 6-я гвардейская бомбардировочная авиационная дивизия - 7-я гвардейская бомбардировочная авиационная дивизия - 8-я гвардейская бомбардировочная авиационная дивизия - 9-я гвардейская ночная бомбардировочная авиационная дивизия - 11-я гвардейская бомбардировочная авиационная дивизия - 13-я гвардейская бомбардировочная авиационная дивизия - 14-я гвардейская бомбардировочная авиационная дивизия - 15-я гвардейская бомбардировочная авиационная дивизия - 16-я гвардейская бомбардировочная авиационная дивизия - 18-я гвардейская бомбардировочная авиационная дивизия - 22-я гвардейская бомбардировочная авиационная дивизия |

| - 1-я бомбардировочная авиационная дивизия - 1-я ночная тяжелая бомбардировочная авиационная дивизия - 1-я бомбардировочная авиационная дивизия - 1-я школьная бомбардировочная авиационная дивизия - 10-я авиационная дивизия пикирующих бомбардировщиков ВВС ВМФ - 12-я бомбардировочная авиационная дивизия (1-го формирования) - 12-я бомбардировочная авиационная дивизия (2-го формирования) - 13-я бомбардировочная авиационная дивизия - 13-я авиационная дивизия пикирующих бомбардировщиков ВВС ВМФ - 26-я дальнебомбардировочная авиационная дивизия - 30-я дальнебомбардировочная авиационная дивизия - 30-я бомбардировочная авиационная дивизия - 33-я дальнебомбардировочная авиационная дивизия - 34-я бомбардировочная авиационная дивизия - 35-я дальнебомбардировочная авиационная дивизия - 36-я бомбардировочная авиационная дивизия - 40-я дальнебомбардировочная авиационная дивизия - 41-я авиационная дивизия - 42-я дальнебомбардировочная авиационная дивизия - 45-я тяжелая бомбардировочная авиационная дивизия - 48-я дальнебомбардировочная авиационная дивизия - 48-я бомбардировочная авиационная дивизия - 50-я дальнебомбардировочная авиационная дивизия - 50-я бомбардировочная авиационная дивизия - 51-я дальнебомбардировочная авиационная дивизия - 52-я дальнебомбардировочная авиационная дивизия - 53-я бомбардировочная авиационная дивизия - 53-я дальнебомбардировочная авиационная дивизия (ДВФ) - 54-я бомбардировочная авиационная дивизия - 62-я авиационная дивизия - 83-я бомбардировочная авиационная дивизия - 113-я бомбардировочная авиационная дивизия - 132-я бомбардировочная авиационная дивизия - 133-я авиационная дивизия - 134-я дальнебомбардировочная авиационная дивизия - 179-я бомбардировочная авиационная дивизия - 183-я бомбардировочная авиационная дивизия - 188-я бомбардировочная авиационная дивизия - 202-я бомбардировочная авиационная дивизия - 204-я бомбардировочная авиационная дивизия - 208-я ночная бомбардировочная авиационная дивизия - 211-я ближнебомбардировочная авиационная дивизия - 211-я ночная бомбардировочная авиационная дивизия - 213-я ночная бомбардировочная авиационная дивизия - 218-я ночная бомбардировочная авиационная дивизия - 219-я бомбардировочная авиационная дивизия - 221-я бомбардировочная авиационная дивизия - 222-я дальнебомбардировочная авиационная дивизия - 223-я бомбардировочная авиационная дивизия - 241-я бомбардировочная авиационная дивизия - 242-я ночная бомбардировочная авиационная дивизия - 244-я бомбардировочная авиационная дивизия - 247-я бомбардировочная авиационная дивизия - 260-я бомбардировочная авиационная дивизия - 262-я ночная бомбардировочная авиационная дивизия - 263-я бомбардировочная авиационная дивизия - 270-я бомбардировочная авиационная дивизия - 271-я ночная бомбардировочная авиационная дивизия - 272-я ночная бомбардировочная авиационная дивизия - 276-я бомбардировочная авиационная дивизия - 280-я бомбардировочная авиационная дивизия - 284-я ночная бомбардировочная авиационная дивизия - 285-я бомбардировочная авиационная дивизия - 293-я бомбардировочная авиационная дивизия - 301-я бомбардировочная авиационная дивизия - 304-я бомбардировочная авиационная дивизия - 312-я ночная бомбардировочная авиационная дивизия - 313-я ночная бомбардировочная авиационная дивизия - 314-я ночная бомбардировочная авиационная дивизия - 321-я бомбардировочная авиационная дивизия - 325-я ночная бомбардировочная авиационная дивизия - 326-я ночная бомбардировочная авиационная дивизия - 327-я бомбардировочная авиационная дивизия - 334-я бомбардировочная авиационная дивизия |